# Eucalyptus imlayensis
Eucalyptus imlayensis är en myrtenväxtart som beskrevs av M.D. Crisp och Murray Ian Hill Brooker. Eucalyptus imlayensis ingår i släktet Eucalyptus och familjen myrtenväxter. Inga underarter finns listade i Catalogue of Life.

## Bildgalleri

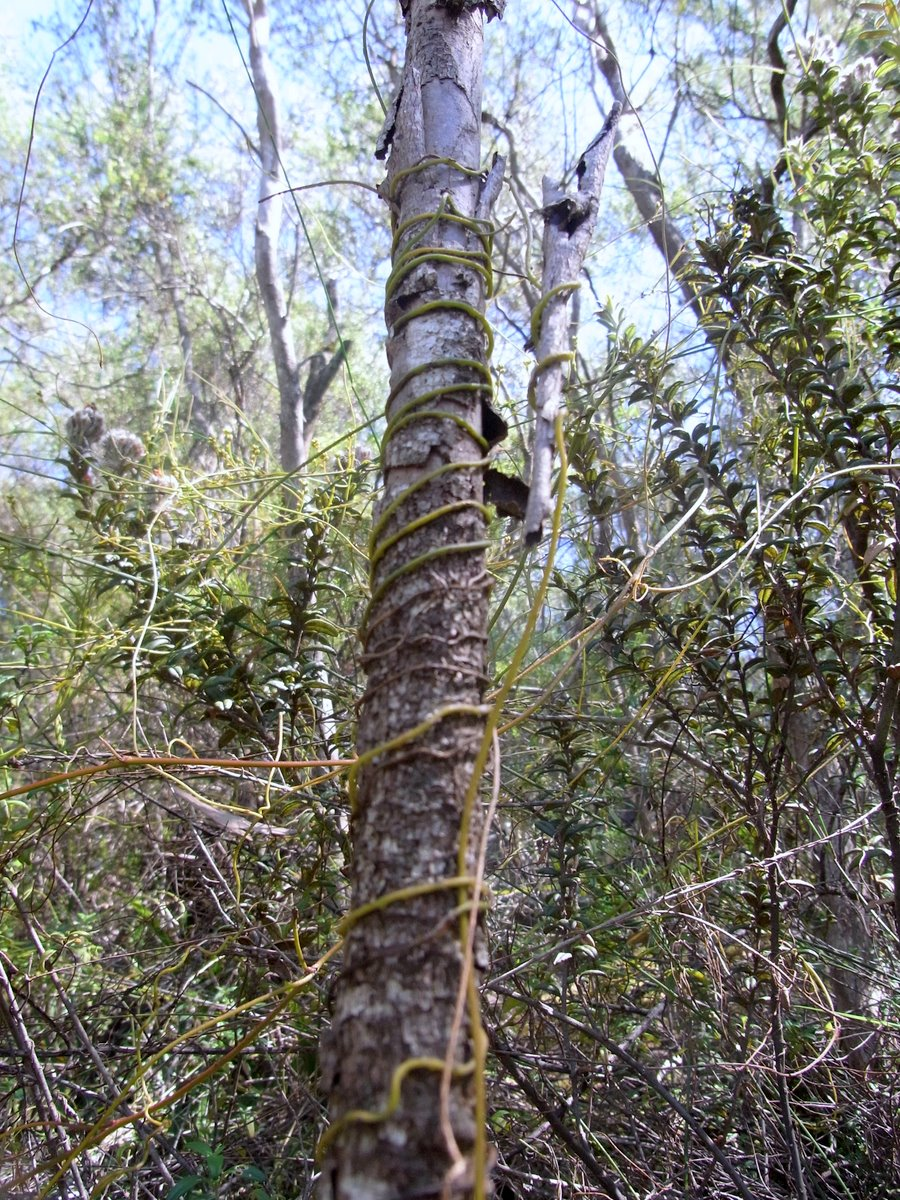
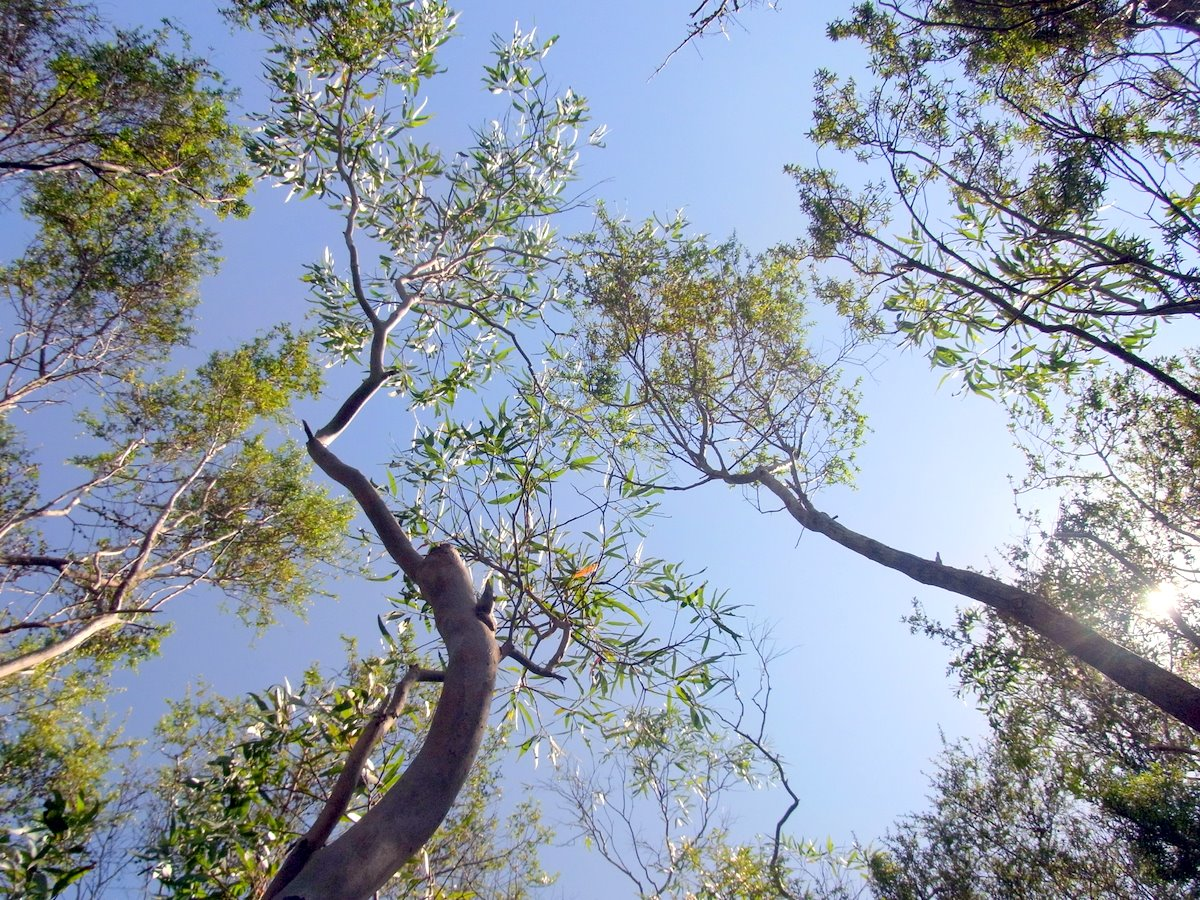
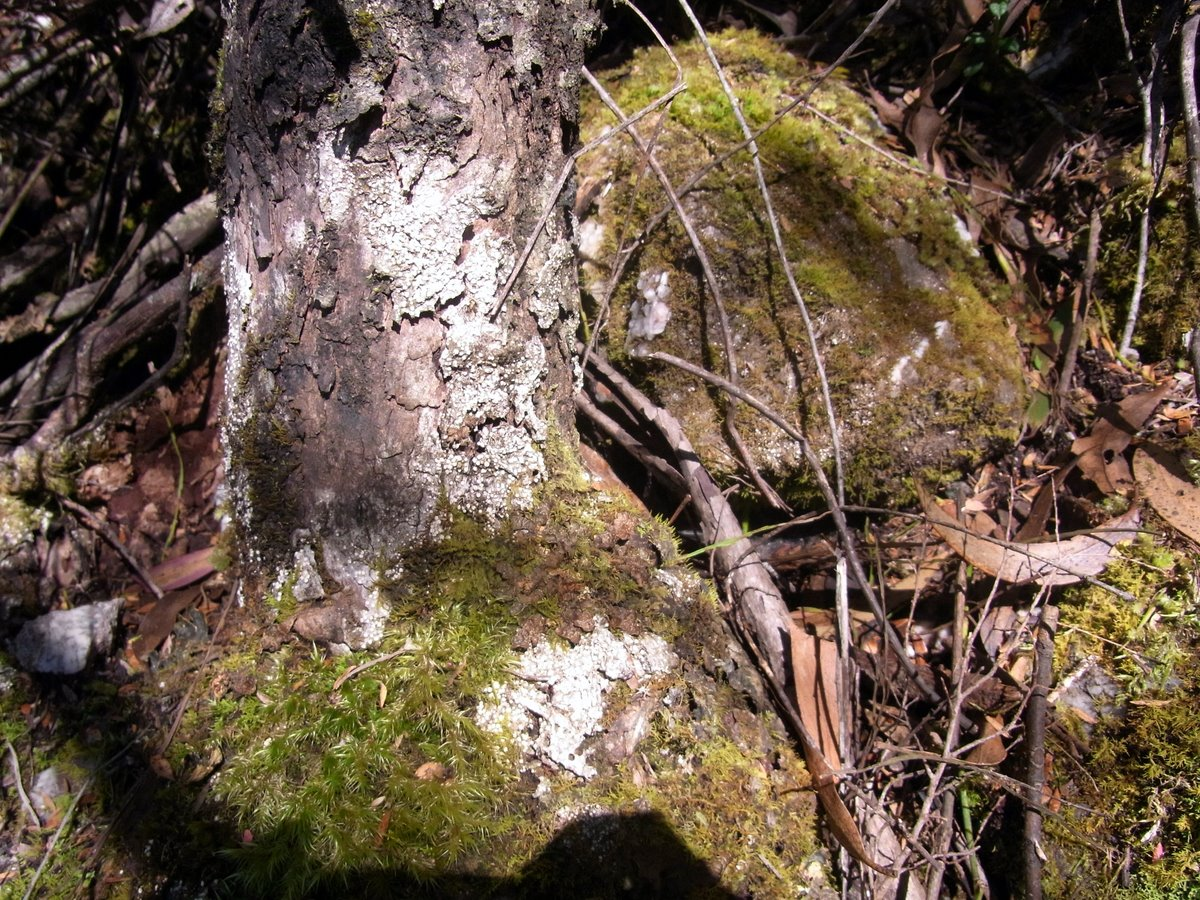
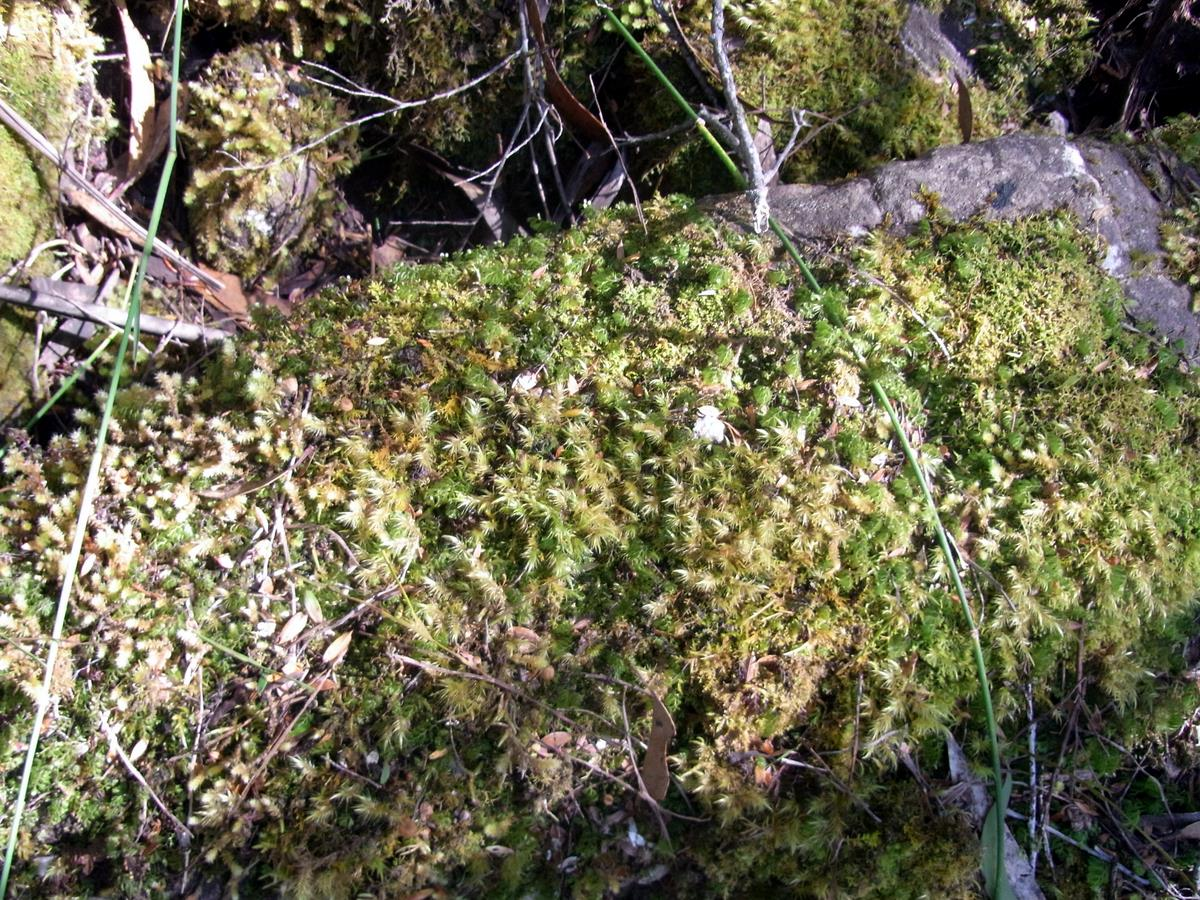